# Битва при Сан-Романо (Учелло)
«Битва при Сан-Романо» (італ. Battaglia di San Romano) — серія з трьох картин італійського художника Раннього Відродження Паоло Учелло.

## Сюжет
| The left panel | The center panel | The right panel |

Три картини (зліва направо):
- Нікколо да Толентіно у битві при Сан-Романо (можливо, близько 1438–1440); темпера з горіховою і лляною олією на тополевій дошці, 182 × 320 см, Національна галерея, Лондон[1].
- Нікколо да Толентіно скидає з сідла Бернардіно делла Карда у битві при Сан-Романо (датування непевне, від близько 1435 до 1455); темпера на дошці, 182 × 320 см, Уффіці, Флоренція.
- Контрнаступ Мікелотто Аттендоло да Котіньйоли у битві при Сан-Романо (близько 1455); темпера на дошці, 182 × 317 см, Лувр, Париж.

Картина з Уффіці, ймовірно, була задумана як центральна у триптиху і єдина підписана художником. Порядок картин, найбільш широко прийнятий серед мистецтвознавців — Лондон, Уффіці, Лувр (хоча були інші версії). На них можуть бути зображені різні часи доби: світанок (Лондон), полудень (Флоренція) і сутінки (париж) — битва тривала вісім годин.
На лондонській картині Нікколо да Толентіно, у своєму великому капелюсі з візерунком золотого і червоного кольору, представлений на чолі флорентійської кавалерії. Він мав репутацію безстрашного воїна і зображений навіть без шолома, хоча він відправив двох посланців (від'їзд двох посланців зображений у верхній центральній частині картини) до союзної армії на чолі з Аттендоло з проханням поквапитись йому на допомогу, оскільки він зустрівся із переважаючими силами супротивника.